# Kim Bong-soo (calciatore)
Kim Bong-soo (김봉수?, 金奉洙?; Gunsan, 4 dicembre 1970) è un ex calciatore sudcoreano, di ruolo portiere.

## Statistiche

### Cronologia presenze e reti in Nazionale
| Cronologia completa delle presenze e delle reti in nazionale ― Corea del Sud | Cronologia completa delle presenze e delle reti in nazionale ― Corea del Sud | Cronologia completa delle presenze e delle reti in nazionale ― Corea del Sud | Cronologia completa delle presenze e delle reti in nazionale ― Corea del Sud | Cronologia completa delle presenze e delle reti in nazionale ― Corea del Sud | Cronologia completa delle presenze e delle reti in nazionale ― Corea del Sud | Cronologia completa delle presenze e delle reti in nazionale ― Corea del Sud | Cronologia completa delle presenze e delle reti in nazionale ― Corea del Sud |
| Data                                                                         | Città                                                                        | In casa                                                                      | Risultato                                                                    | Ospiti                                                                       | Competizione                                                                 | Reti                                                                         | Note                                                                         |
| ---------------------------------------------------------------------------- | ---------------------------------------------------------------------------- | ---------------------------------------------------------------------------- | ---------------------------------------------------------------------------- | ---------------------------------------------------------------------------- | ---------------------------------------------------------------------------- | ---------------------------------------------------------------------------- | ---------------------------------------------------------------------------- |
| 11-12-1988                                                                   | Doha                                                                         | Corea del Sud                                                                | 2 – 3                                                                        | Iran                                                                         | Coppa d'Asia 1988 - 1º turno                                                 | -                                                                            |                                                                              |
| 10-8-1989                                                                    | Los Angeles                                                                  | Messico                                                                      | 4 – 2                                                                        | Corea del Sud                                                                | 1989 Marlboro Cup                                                            | -2                                                                           | 46’                                                                          |
| 13-8-1989                                                                    | Los Angeles                                                                  | Stati Uniti                                                                  | 1 – 2                                                                        | Corea del Sud                                                                | 1989 Marlboro Cup                                                            | -1                                                                           |                                                                              |
| 31-7-1990                                                                    | Pechino                                                                      | Corea del Sud                                                                | 1 – 0                                                                        | Cina                                                                         | Coppa Dinastia 1990                                                          | -                                                                            |                                                                              |
| 13-3-1996                                                                    | Zagabria                                                                     | Croazia                                                                      | 3 – 0                                                                        | Corea del Sud                                                                | Amichevole                                                                   | -1                                                                           | 45’                                                                          |
| 25-3-1996                                                                    | Dubai                                                                        | Egitto                                                                       | 1 – 1                                                                        | Corea del Sud                                                                | 1996 Emirates Cup                                                            | -1                                                                           |                                                                              |
| 30-4-1996                                                                    | Tel Aviv                                                                     | Israele                                                                      | 4 – 5                                                                        | Corea del Sud                                                                | Amichevole                                                                   | -3                                                                           | 74’                                                                          |
| 16-5-1996                                                                    | Seul                                                                         | Corea del Sud                                                                | 0 – 2                                                                        | Svezia                                                                       | Amichevole                                                                   | -2                                                                           |                                                                              |
| 23-4-1997                                                                    | Pechino                                                                      | Cina                                                                         | 0 – 2                                                                        | Corea del Sud                                                                | Korea-China Annual Match                                                     | -                                                                            | 78’                                                                          |
| 21-5-1997                                                                    | Tokyo                                                                        | Giappone                                                                     | 1 – 1                                                                        | Corea del Sud                                                                | Amichevole                                                                   | -1                                                                           |                                                                              |
| 1-6-1997                                                                     | Seul                                                                         | Corea del Sud                                                                | 0 – 0                                                                        | Thailandia                                                                   | Qual. Mondiali 1998                                                          | -                                                                            |                                                                              |
| 14-6-1997                                                                    | Suwon                                                                        | Corea del Sud                                                                | 3 – 0                                                                        | Ghana                                                                        | 1997 Korea Cup                                                               | -                                                                            |                                                                              |
| 24-8-1997                                                                    | Taegu                                                                        | Corea del Sud                                                                | 4 – 1                                                                        | Tagikistan                                                                   | Amichevole                                                                   | -1                                                                           | 78’                                                                          |
| 9-11-1997                                                                    | Abu Dhabi                                                                    | Emirati Arabi Uniti                                                          | 1 – 3                                                                        | Corea del Sud                                                                | Qual. Mondiali 1998                                                          | -1                                                                           |                                                                              |
| Totale                                                                       |                                                                              | Presenze                                                                     | 14                                                                           |                                                                              | Reti                                                                         | -13                                                                          |                                                                              |